# Mauern (Neustadt)
Das Dorf Mauern  ist ein Ortsteil und eine Gemarkung der Stadt Neustadt an der Donau im Landkreis Kelheim in Niederbayern. Bis 1946 bildete es eine selbstständige Gemeinde.

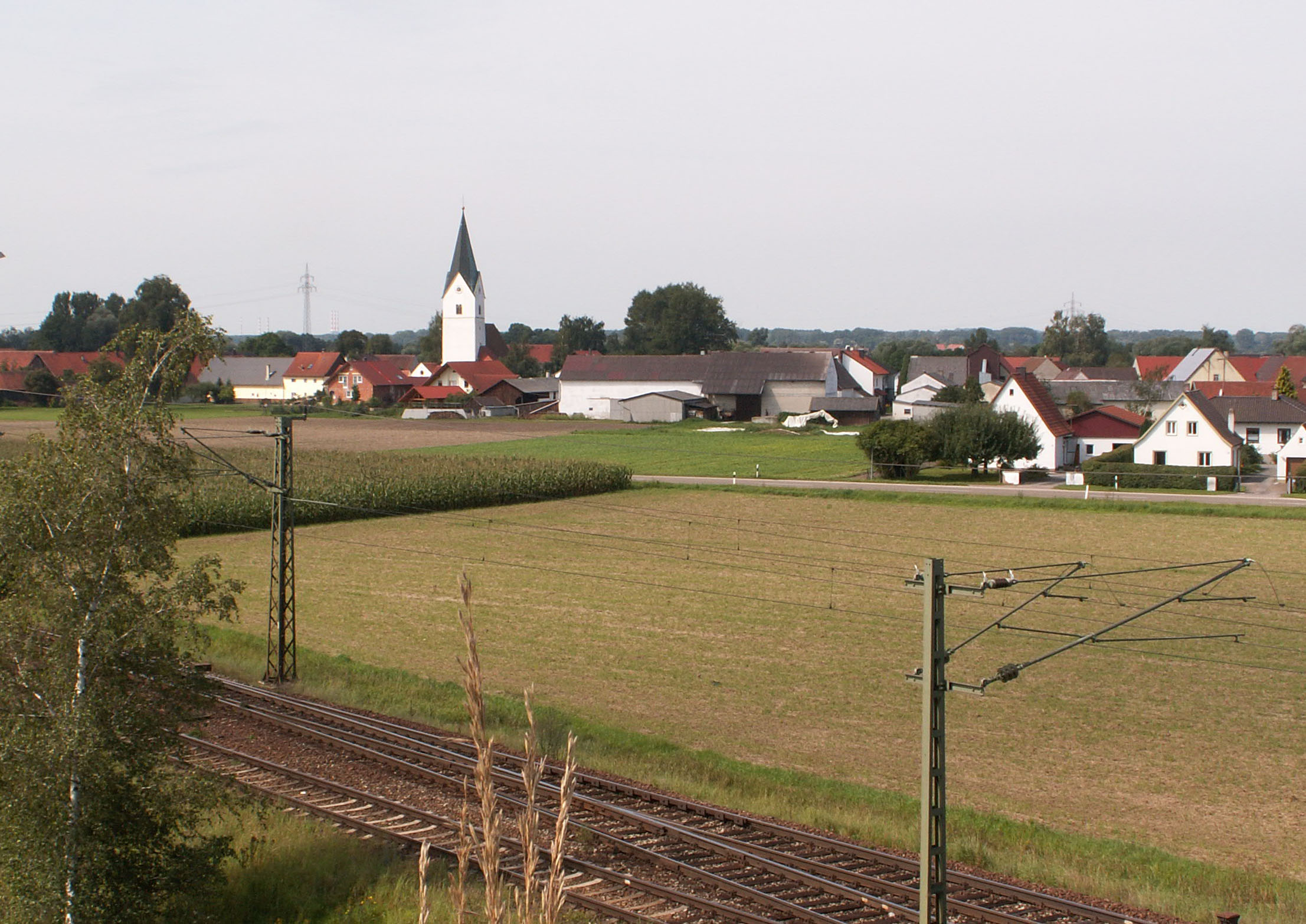
Mauern von Osten

## Lage
Das Kirchdorf liegt südlich der Donau in deren Schwemmland, an den ersten hochwasserfreien Ebenen in einer Auenlandschaft, etwa zwei Kilometer von der Niederbayerisch-Oberbayerischen Grenze entfernt. Mit der Stadt Neustadt ist der Ort räumlich beinahe verwachsen. Regensburg ist in östlicher Richtung ungefähr 45 km und Ingolstadt in westlicher 30 km entfernt. München liegt zirka 90 km südlich des Ortes.

## Geschichte
Einzelne Funde weisen darauf hin, dass im Ortsgebiet bereits die Kelten anwesend waren.
Die erste urkundliche Erwähnung erfolgte im Jahre 899 als „ad murum“. Ferner sind im späten Mittelalter die „Herren von Mauern“ immer wieder urkundlich nachweisbar.
Von 1818 bis 1837 gehörte das 5 km westlich liegende Dorf Schwaig, welches mittlerweile ebenfalls ein Ortsteil der Stadt Neustadt ist, zur politischen Gemeinde Mauern.
Die Gemeinde Mauern, zu der auch die Station Neustadt (Bahnhof) gehörte, hatte eine Fläche von 552,60 ha.
Da sich auf der Flur Mauern der Bahnhof Neustadt und infolgedessen erste Betriebsansiedlungen befanden, wurde der Ort aus infrastrukturellen Gründen bereits seit 1942 von der Stadt Neustadt verwaltet. Im Jahr 1946 verlor Mauern durch Eingemeindung in die Stadt seine politische Eigenständigkeit endgültig.

## Kirche
Die im Kern romanische Kirche „Unserer Lieben Frau“ stammt aus dem 12. Jahrhundert und wurde im 18. Jahrhundert mit barocken Elementen versehen. Seit dem 15. Jahrhundert ist die Kirche Ziel vieler Wallfahrten.

## Wirtschaft und Infrastruktur
Benachbart liegt die Erdölraffinerie der Firma Bayernoil GmbH. Ansässig ist ferner ein mittelständischer Betrieb, welcher technische Textilien herstellt.
Ein aus intensiven Kiesbau entstandener, westlich des Ortes gelegener großflächiger Baggersee wurde 2008 in das „Naherholungsgebiet und Freizeitgelände Mauerner See“ umgewandelt.
Der Ort zählt ca. 800 Einwohner. Durch vermehrten Ausweis von Wohngebieten und Strukturwandel ist Mauern dabei, seinen ursprünglich ländlichen Charakter zu verlieren.